# Det är jul
Det är jul är ett julalbum från 1979 av Lasse Berghagen.

## Låtlista
1. Det är jul (Lasse Berghagen)
2. Nu tändas tusen juleljus (Emmy Köhler)
3. Ser du stjärnan i det blå (When You Wish Upon a Star) (Leigh Harline, SS Wilson)
4. Vintervisa (Bernt Staf)
5. Låt mig få tända ett ljus (Mozarts vaggsång) (Bernhard Flies)
6. Julpotpurri (trad.)
  1. Nu är det jul igen
  2. Hej tomtegubbar
  3. Vi äro musikanter
  4. Skära, skära havre
  5. Nu har vi ljus här i vårt hus
  6. Nu är det jul igen
7. Jag drömmer om en jul hemma (White Christmas) (Irving Berlin, Karl Lennart)
8. Alla sover utom jag (Lasse Berghagen, Berndt Öst)
9. Stilla natt (Stille nacht, heilige nacht) (Franz Gruber, Torsten Fogelqvist)
10. Juletid, välkommen hit (Leise rieselt der Schnee) (tad., Britt Linderborg)

### Fotnoter
1. ↑  ”Det är jul”. Svensk mediedatabas. 3 mars 1979. http://smdb.kb.se/catalog/id/001886782. Läst 31 december 2013.